# حواس ویژه
در پزشکی و کالبدشناسی، حواس ویژه (به انگلیسی: Special senses)، حواسی هستند که اندام‌های تخصصی به آنها اختصاص داده شده‌است:
- بینایی (چشم)
- شنوایی و تعادل (گوش که شامل سیستم شنوایی و سیستم دهلیزی است)
- بویایی (بینی)
- مزه (زبان)

تمایز بین حواس ویژه و عمومی برای طبقه‌بندی رشته‌های عصبی که به سیستم عصبی مرکزی می‌روند و از آن خارج می‌شوند استفاده می‌شود - اطلاعات حواس ویژه در آوران‌های پیکری ویژه و آوران‌های داخلی ویژه حمل می‌شود. در مقابل، حس دیگر، لامسه یا بساوایی، یک حس جسمی است که اندام تخصصی ندارد، بلکه از تمام بدن، به ویژه پوست و همچنین اندام‌های داخلی (احشاء) می‌آید. لمس شامل دریافت مکانیکی (فشار، ارتعاش و حس عمقی)، درد (درد فیزیکی) و گرما (حرارت) است و چنین اطلاعاتی در آوران‌های جسمی عمومی و آوران‌های داخلی عمومی حمل می‌شود.